# کلیسای سنت جان (کوالالامپور)
کلیسای سنت جان اونجلیست (انگلیسی: St. John's Cathedral)، کلیسای مادر سراسقف‌نشین کاتولیک رومی کوالالامپور، و محل استقرار اسقف اعظم، جولیان لئو بنگ کیم (Julian Leow Beng Kim) است. اولین کلیسا در سال ۱۸۸۳، در مکانی نزدیک به اینجا ایجاد شد که شامل یک سالن چوبی دراز با چند پنجره به سمت ناحیهٔ جنگلی بوکیت ناناس بود، و وقف سنت جان اونجلیست گردید. بعد از مدت‌ها، با دیوار آجری و کاشی کاری سقف بازسازی شد که امروزه به به عنوان مرکز خدمات اجتماعی از آن استفاده می‌شود. ساختمان کنونی در سال ۱۹۵۴ ساخته شد و در سال ۱۹۵۵ تکمیل شد و در سال ۱۹۶۲ وقف شد، موقعی که به جایگاه کلیسای جامع نیز، ارتقا یافت. این کلیسا به خاطر نمای بیرونی سفیدکاری شده و دو عدد مناره در پیشانی غربی شناخته شده است. این ساختمان هم چنین دارای شیشه‌های رنگی از پاریس است، که مناظری از انجیل را نشان می‌دهد.